# Tisno
Tisno – wieś w Chorwacji, w żupanii szybenicko-knińskiej, w gminie Tisno. W 2011 roku liczyła 1287 mieszkańców.

## Współpraca
Miejscowość partnerska:
- Bièvre, Belgia